# NGC 7230
NGC 7230 (другие обозначения — PGC 68350, MCG -3-56-12, IRAS22114-1719) — галактика в созвездии Водолей.
Этот объект входит в число перечисленных в оригинальной редакции «Нового общего каталога».